# مراد نورتیلئو
مراد ابوغلیولی نورتیلئو ( به قزاقی : Мұрат Әбуғалиұлы Нұртілеу ؛ زادهٔ ۱۱ مارس ۱۹۷۶) سیاستمدار و دیپلمات قزاق است که در حال حاضر به عنوان معاون نخست وزیر - وزیر امور خارجه قزاقستان خدمت می‌کند.  او پیش از این به عنوان رئیس دفتر رئیس جمهور قزاقستان خدمت کرده است.

## زندگینامه

### اوایل زندگی
مراد نورتیلئو در 11 مارس 1976 در آلماتی ( جمهوری سوسیالیستی قزاقستان ، اتحاد جماهیر شوروی ) متولد شد. او در سال 1998 از دانشگاه ملی قزاقستان با مدرک روابط بین‌الملل فارغ‌التحصیل شد. او به زبان‌های قزاقی، روسی، انگلیسی و آلمانی مسلط است.

### شغل
از سال ۱۹۹۸ تا ۲۰۰۷، او سمت‌های مختلفی را در وزارت امور خارجه قزاقستان بر عهده داشت. 
از سال ۲۰۰۷ تا ۲۰۱۱، او ابتدا به عنوان معاون رئیس و سپس به عنوان رئیس مجلس سنای جمهوری قزاقستان خدمت کرد.
در سال ۲۰۱۱، او به عنوان سفیر سیار به وزارت امور خارجه بازگشت. در همان سال، به عنوان مدیر بخش آسیا و آفریقا در وزارت امور خارجه منصوب شد. بین سال‌های ۲۰۱۱ تا ۲۰۱۴، مراد نورتیلئو به عنوان وزیر مشاور در نمایندگی دائم قزاقستان در سازمان ملل متحد و سایر سازمان‌های بین‌المللی در ژنو (کنفدراسیون سوئیس) خدمت کرد.
از سال ۲۰۱۴ تا ۲۰۱۶، او به عنوان معاون رئیس مرکز سیاست خارجی نهاد ریاست جمهوری فعالیت داشت. 
او سپس به عنوان سفیر فوق‌العاده و تام‌الاختیار قزاقستان در جمهوری فنلاند و همزمان بین سال‌های ۲۰۱۶ تا ۲۰۱۹ به عنوان سفیر در استونی خدمت کرد. 
مراد نورتیلئو در مارس 2019 به عنوان دستیار رئیس جمهور قزاقستان منصوب شد.  سپس بین سال‌های 2021 تا 2022 به عنوان معاون رئیس دفتر رئیس جمهور خدمت کرد.  در ژانویه 2022، مراد نورتیلئو به عنوان معاون اول رئیس کمیته امنیت ملی منصوب شد. سپس از سال 2022 تا 2023 به عنوان رئیس دفتر رئیس جمهور قزاقستان خدمت کرد.
در تاریخ 3 آوریل 2023، با حکم رئیس جمهور، او به عنوان معاون نخست وزیر - وزیر امور خارجه جمهوری قزاقستان منصوب شد . 